# مقاطعة كوليتون (كارولاينا الجنوبية)
مقاطعة كوليتون هي مقاطعة في كارولاينا الجنوبية، بلغ عدد سكانها 38٬892  نسمة، في 2010، عاصمتها والتربورو، تبلغ مساحتها 2٬935 كيلومتر مربع.

## الموقع
تشترك في الحدود مع:
- مقاطعة أورانجبورغ
- مقاطعة بوفورت (كارولينا الجنوبية).

## التقسيمات الإدارية
- والتربورو.

## أعلام
- أوبراين سميث
- هنري بيلي